# 科普弗克拉克森山
47°33′44″N 12°16′40″E / 47.56222°N 12.27778°E

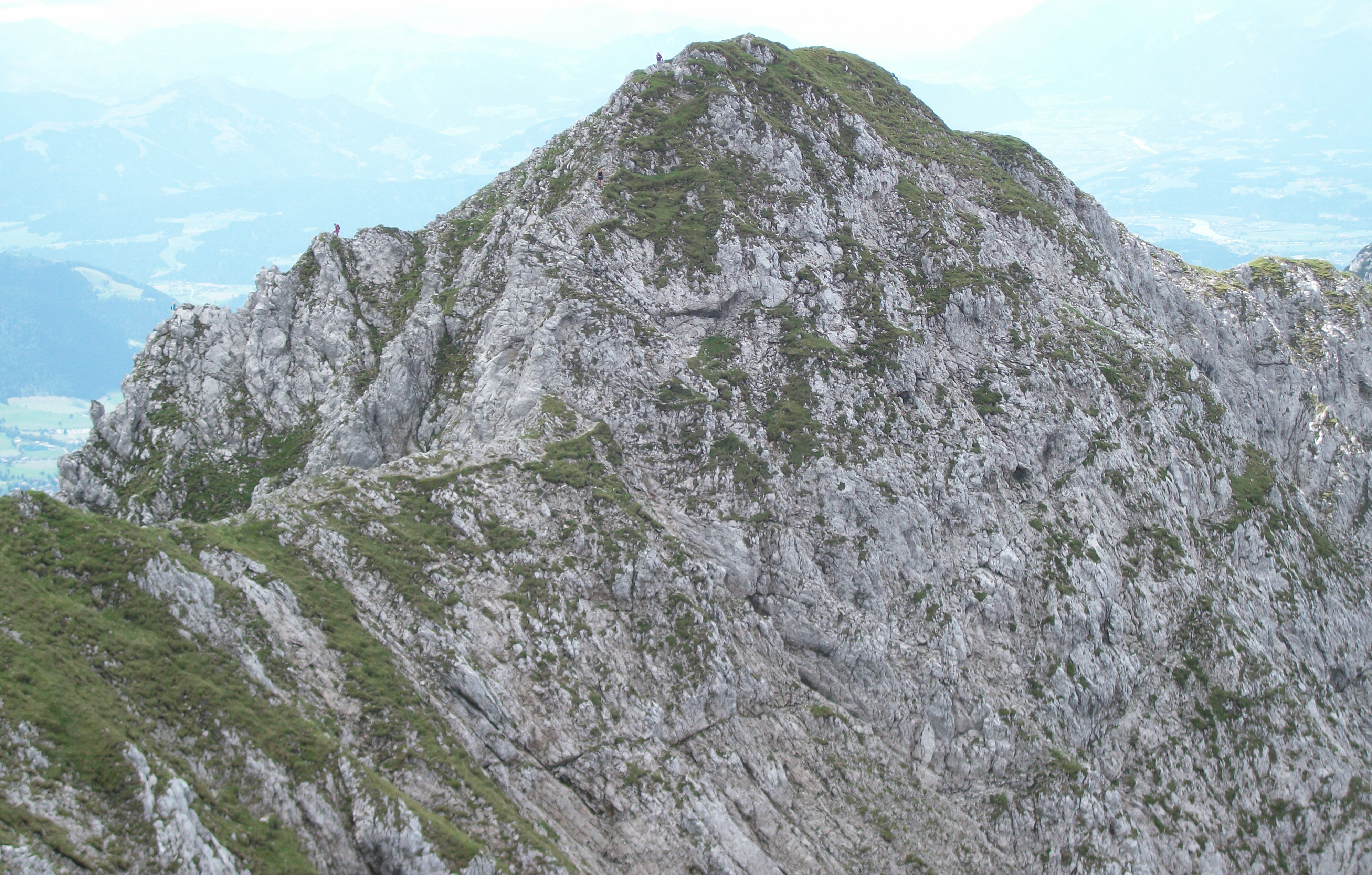

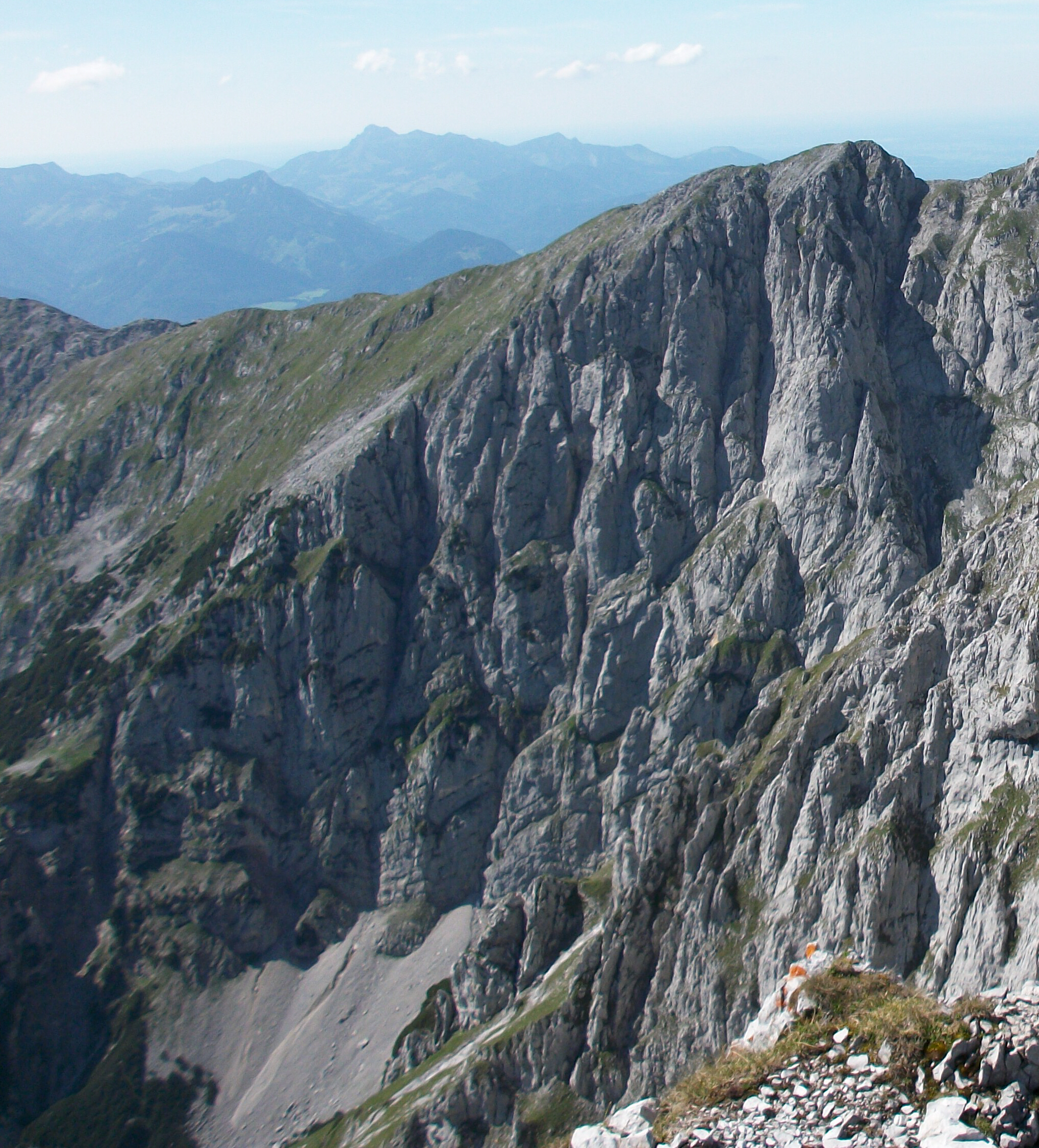

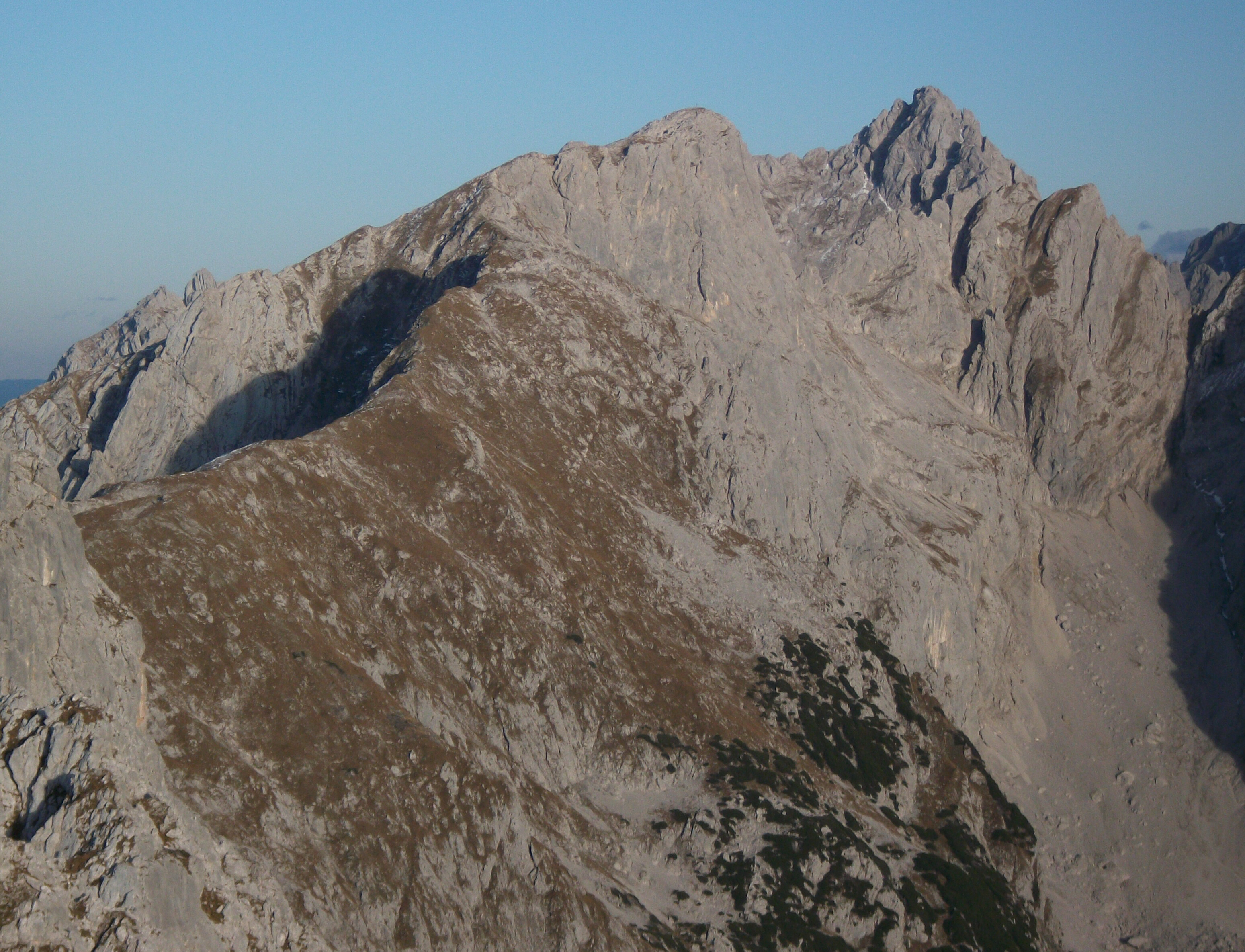

科普弗克拉克森山（德語：Kopfkraxen），是奧地利的山峰，位於該國西部，由蒂羅爾州負責管轄，屬於皇帝山脈的一部分，距離松內克山0.2公里，海拔高度2,178米。